# Больцано (тяжёлый крейсер)
«Больцано» (итал. Bolzano) — тяжёлый крейсер итальянского военно-морского флота времён Второй мировой войны. Развитие тяжёлых крейсеров типа «Тренто». Последний «вашингтонский» крейсер итальянского флота. Назван в честь города Больцано — все итальянские тяжелые крейсера получили название в честь городов, полученных Италией по результатам Первой мировой войны.

## История создания
Последний, седьмой итальянский тяжелый крейсер, строился по улучшенному типу первых двух итальянских тяжёлых крейсеров с целью образовать вместе с ними однородное соединение.

## Конструкция
Проект крейсера создавался исходя из следующих требований: водоизмещение 10 160 тонн, скорость 36 узлов, артиллерия главного калибра из 8 203-мм орудий (той же модели, что и на типе «Зара»). Крейсер должен был оставаться на плаву при затоплении 3-х смежных отсеков. Бронирование такое же, как на крейсерах типа «Тренто».
Корабль имел достаточно большую строительную перегрузку. Воодоизмещение: 10 890 т (стандартное), 13 885 т (в полном грузу). Размерения: длина наибольшая 196,9 м, ширина 20,6, осадка 6,57 м (при нормальном водоизмещении).

### Бронирование
Бронирование состояло из 70-мм главного броневого пояса, замыкавшегося перед барбетом первой и у последней башни главного калибра траверзами 60 мм толщины, и 50-мм плоской броневой батарейной палубы (отличие от типа «Тренто» в том, что пояс заходил в нос за барбет первой башни). Барбеты башен главного калибра над верхней палубой имели толщину 70 мм, под ней 60 мм, боевая рубка 100 мм, командно-дальномерный пост 70 мм, башни главного калибра лоб — 100 мм, бока и крыша 80 мм. Бронирование давало зону свободного маневрирования от 152-мм бронебойных снарядов на дистанций от 75 до 120 каб.

### Вооружение
Главный калибр состоял из восьми 203-мм орудий образца 1929 года системы «Ансальдо» с длиной ствола 53 клб, заключенных в четыре двухорудийные башни, располагавшиеся парами на носу и корме по линейно-возвышенной схеме. Ствол орудия состоял из лейнера, внутренней трубы обработанной с применением афтофритажного процесса Шнейдера, по всей длине заключенной в кожух, и скрепляющего кольца. Нарезка — однородная, с шагом 30 клб. Замена лейнера могла производиться прямо на корабле. Орудие снабжалось горизонтальным поршневым затвором Велина с гидравлическим приводом. Гидравлические досылатели крепились к люльке, поэтому заряжание могло производиться при любом угле возвышения. Цикл стрельбы составлял 16 с, что обеспечивало техническую скорострельность 3,8 выстр./мин, практическая составляла 3 выстр./мин. 
Универсальный калибр состоял из восьми двухствольных установок 100-мм орудий.
Мелкокалиберная зенитная артиллерия состояла из четырёх 40-мм автоматов Виккерса и восьми 13,2-мм пулемётов «Бреда» в четырёх двухствольных установках.
Система управления огнём такая же, как на крейсерах типа «Пола».

### Энергетическая установка
В состав силовой установки входили десять водотрубных котлов изготовленных заводом Ансальдо и четыре турбины Парсонса. Схема размещения установки — эшелонная. Котлы производили пар под рабочим давлением 22 кГ/см². Мощность каждой турбины — 37 500 л. с. Общая мощность главной энергетической установки составила 150 000 л. с. Крейсер имел шесть турбогенераторов постоянного тока мощностью по 180 кВт напряжением 220 В (суммарная мощность 1080 кВт) и два вспомогательных дизель-генератора. Электрооборудование было аналогичным с тем которое было установлено на тяжёлых крейсерах типа «Зара». На испытаниях «Больцано» имея водоизмещение 11 021 тонну показал рекордную для тяжёлого крейсера скорость 36,81 узла на мощности 173 772 л. с. при 366 об/мин. Нормальный запас топлива составлял 1800 тонн, полный — 2260 тонн. Полностью укомплектованный, с нормальным запасом топлива на борту крейсер развил 35 узлов. Во время службы он показывал скорость 33-34 узла, во время войны длительно развивал скорость 33 узла, в то время как «Тренто» и «Триесте» длительное время могли поддерживать только 30-31 узел. Практическая дальность плавания «Больцано» составляла 4432 мили на 16 узлах, 2925 миль на 25 узлах и 910 на 35 узлах.

## Служба

### Довоенные годы
В предвоенные годы служба «Больцано» обошлась без ярких событий. После вступления в строй он был включён в состав 2-й дивизии крейсеров Первой эскадры вместе с «Тренто» и «Триесте». Во время итало-эфиопской войны «Больцано» в числе других боевых единиц обеспечивал коммуникации. Как и большинство кораблей итальянского флота, он совершил ряд походов к берегам Испании во время происходившей там гражданской войны, осуществляя блокаду побережья. В октябре 1938 года он конвоировал 4 лайнера, на которых возвращались в Италию 10 000 легионеров, воевавших в Испании. Вместе с другими тяжёлыми крейсерами «Больцано» неоднократно участвовал в военно-морских парадах, том числе в параде 5 мая 1938 года в честь Адольфа Гитлера.

### В боях 1940-42 годов
После вступления Италии во Вторую мировую войну, «Больцано» состоял в 3-й дивизии Второй эскадры, являвшейся быстроходным соединением итальянского флота. Крейсер впервые побывал в бою 9 июля 1940 года, когда произошло сражение у Пунто-Стило. В ходе боя «Больцано» вместе с другими тяжёлыми крейсерами вступил в перестрелку с лёгкими крейсерами британцев и получил три попадания снарядов калибра 152 мм. В результате корабль ненадолго потерял управление, но повреждения были быстро исправлены. Во время этого сражения «Больцано» развил ход 36 узлов.
В ночь с 11 на 12 ноября 1940 года «Больцано» находился в Таранто и участвовал в отражении налёта британской палубной авиации, повреждений не получил. После этого все крейсера 3-й дивизии перебазировались в Мессину. 27 ноября 1940 года, в ходе боя у мыса Теулада, принял участие в бою с крейсерами британцев, после чего оказался под огнём линейного крейсера «Ринаун», но избежал попаданий.
28 марта 1941 года 3-я дивизия вступила в перестрелку с британскими лёгкими крейсерами у мыса Гавдос. Бой проходил на дальней дистанции и снаряды англичан не долетали до итальянских крейсеров. Появилась возможность реализовать довоенные планы по разгрому противника с недосягаемой для него дистанции, но выпустив 364 снаряда, три итальянских крейсера не добились ни одного попадания, а идти на сближение они опасались из-за слабого бронирования.
В апреле-августе 1941 года «Больцано» участвовал в охранении итальянских конвоев. В ходе одной из таких операций 25 августа 1941 года крейсер получил торпедное попадание с британской ПЛ «Трайэмф» (Triumph). Торпеда попала в кормовую часть, корабль полностью потерял ход и был уведён в Мессину на буксире. В ходе ремонта в сентябре 1941 года «Больцано» попал под бомбардировку с воздуха и получил бомбовое попадание, причинившее серьёзный ущерб. После этого «Больцано» был отбуксирован в Геную, где ремонтировался на верфи Ansaldo до июля 1942 года.
12 августа 1942 года отремонтированный «Больцано» принял участие в операции итальянского флота по уничтожению британского конвоя на Мальту. До столкновения с вражескими кораблями дело не дошло из-за нерешительности итальянского командования, но на обратном пути «Больцано» вечером того же дня был атакован британской подводной лодкой «Анброкен» (Unbroken) и получил торпедное попадание в топливную цистерну. Хотя при взрыве погиб только один человек, возник сильнейший пожар, угрожавший погребам боезапаса и крейсер выбросился на мель у острова Панареа, где горел в течение всей ночи. Только 15 сентября 1942 года крейсер сняли с мели и отбуксировали в Неаполь.

## Оценка проекта
«Больцано» имел более прочный корпус и мог держать 33 узла. Здесь он был великолепен. Но он не смог реализовать свою высокую скорость, поскольку остальная часть скоростного крыла — крейсера типа «Тренто» в боевой обстановке могли длительно держать ход не более 30—31 узла. Полубак улучшил мореходность и обитаемость, сделав размещение помещений более свободным.
Главный калибр «Больцано» имел те же недостатки, что и пушки остальных итальянских тяжёлых крейсеров. Они имели чрезмерно форсированую баллистику, в результате живучесть стволов была низкой, а рассеивание снарядов слишком велико. К этому надо добавить близкое размещение стволов в общей люльке, большой разброс массы снарядов, отсутствие беспламенного пороха и приборов для ночной стрельбы. И сделать вывод, что по эффективности артиллерии итальянские тяжёлые крейсера уступают большинству зарубежных «одноклассников». Это же можно сказать и о «Больцано». И не случайно итальянские моряки дали ему прозвище: «Великолепно исполненная ошибка».
| Характеристики орудий главного калибра тяжёлых крейсеров | Характеристики орудий главного калибра тяжёлых крейсеров | Характеристики орудий главного калибра тяжёлых крейсеров | Характеристики орудий главного калибра тяжёлых крейсеров | Характеристики орудий главного калибра тяжёлых крейсеров | Характеристики орудий главного калибра тяжёлых крейсеров | Характеристики орудий главного калибра тяжёлых крейсеров |
| -------------------------------------------------------- | -------------------------------------------------------- | -------------------------------------------------------- | -------------------------------------------------------- | -------------------------------------------------------- | -------------------------------------------------------- | -------------------------------------------------------- |
| Орудие, мм/клб                                           | 203/50                                                   | 203/53                                                   | 203/50                                                   | 203/60                                                   | 203/55                                                   | 203/50                                                   |
| Страна                                                   | Франция                                                  | Италия                                                   | Япония                                                   | Германия                                                 | США                                                      | Англия                                                   |
| Вес снаряда, кг                                          | 123,1(134)                                               | 125,3                                                    | 125,85                                                   | 122                                                      | 118(152)                                                 | 116,1                                                    |
| Нач. скорость, м/с                                       | 850 (820)                                                | 900                                                      | 840                                                      | 925                                                      | 853 (762)                                                | 855                                                      |
| Энергия, млн. Дж                                         | 90,1                                                     | 101,5                                                    | 88,8                                                     | 104,4                                                    | 85,8                                                     | 84,9                                                     |
| Живучесть ствола, выстрелов                              | 600                                                      | 200                                                      | 400                                                      | 600                                                      | 600                                                      | 550                                                      |
| Макс.дальность, км                                       | 31,4 (30)                                                | 31,3                                                     | 28,9                                                     | 33,54                                                    | 29,13 (27,4)                                             | 29,4                                                     |

Примечания к таблице
1. ↑  Длина ствола, отнесённая к калибру орудия. Во Франции и Британии считается по каналу ствола. В США, Германии и России под длиной понимается длина от дульного среза до торца затворного гнезда.
2. ↑  Позднее принятый heavy.
3. ↑  Позднее принятый super heavy